# Mikroprozessor

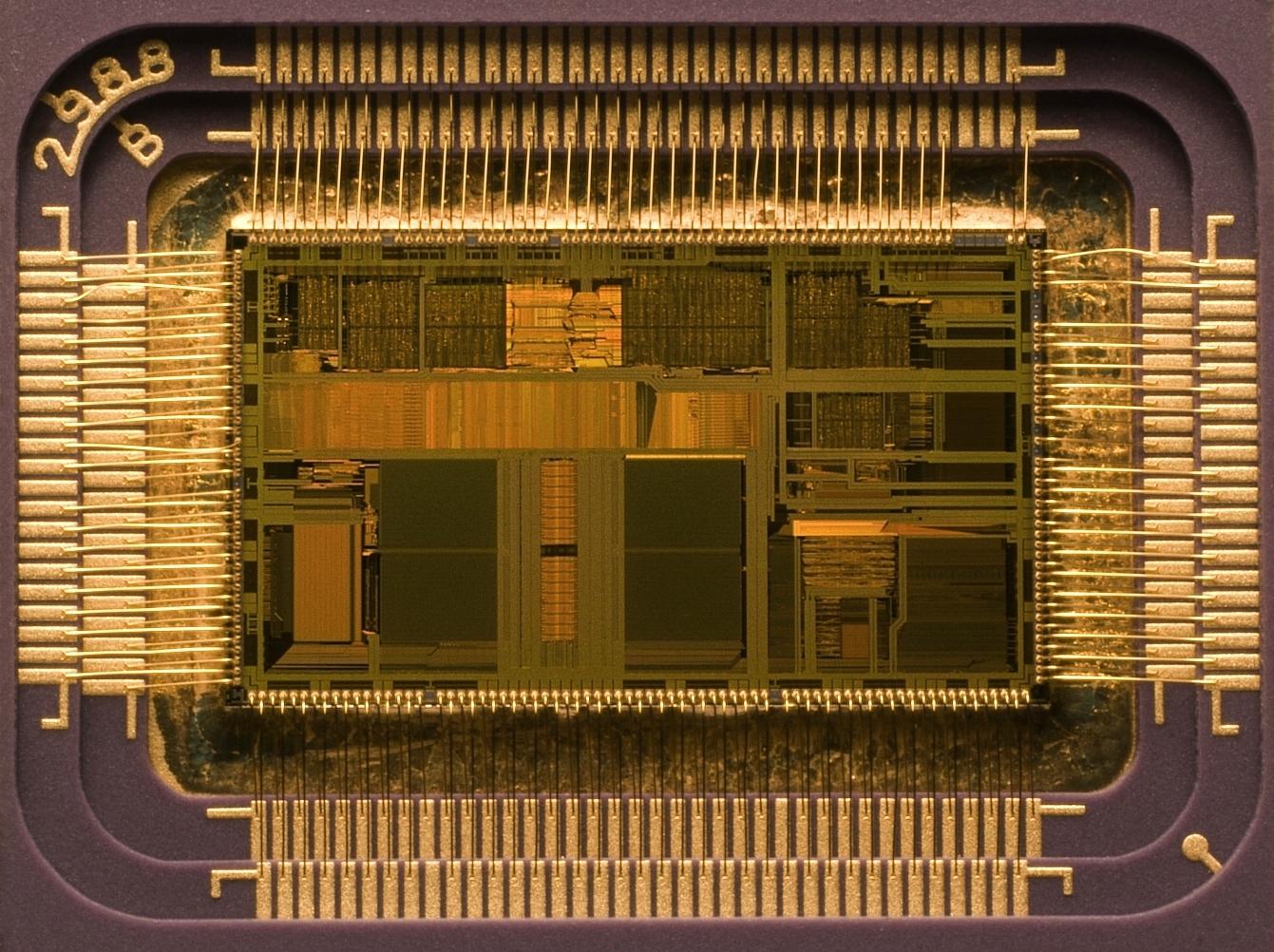
Mikroprozessor Intel i486DX2 (1992): Das geöffnete Gehäuse des ICs zeigt das 76 mm² große Halbleiter-Plättchen mit 1,2 Millionen Transistoren. Der zentrale rechteckige Bereich ist die eigentliche elektronische Schaltung, an deren Seiten die Anschlussleitungen zur Verdrahtung zu den Pins des Gehäuses angeordnet sind. Durch unterschiedliche Helligkeiten sind Funktionseinheiten wie Rechenwerk und Cache des Prozessors zu erkennen.

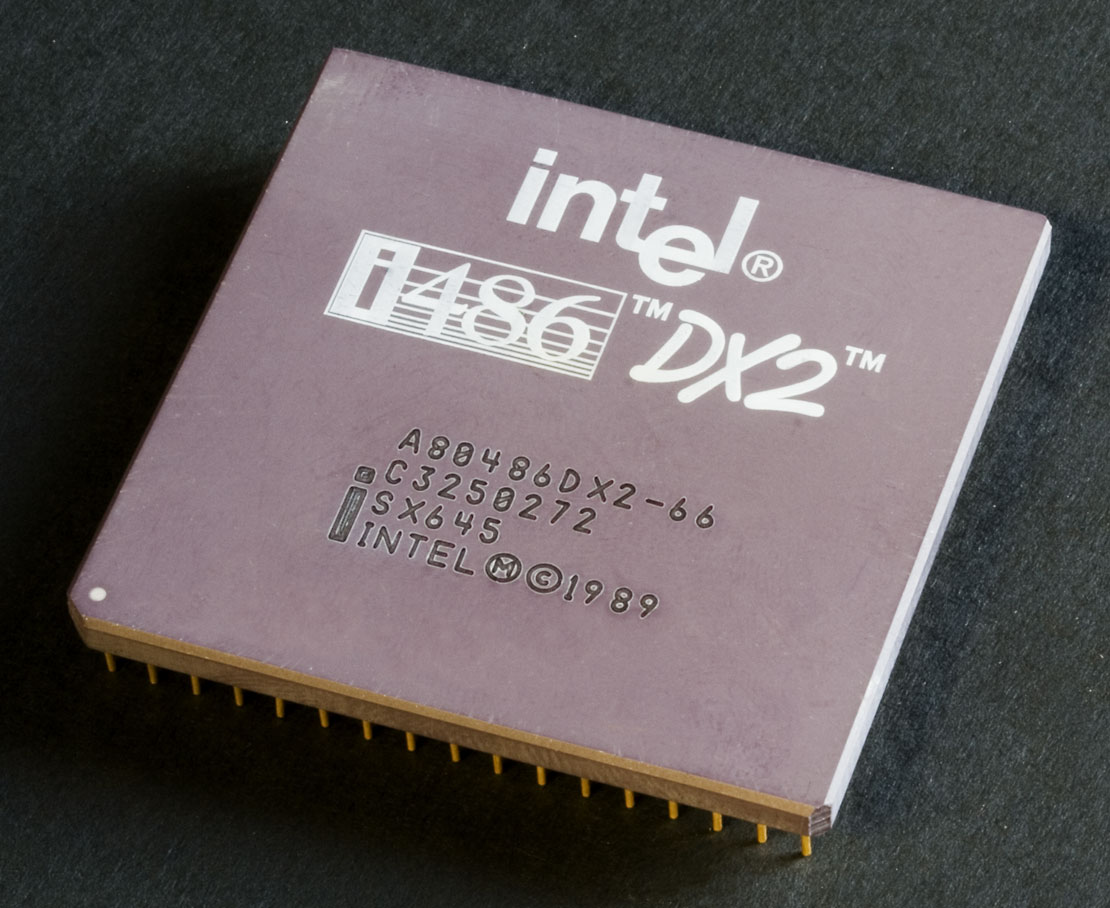
Obiger ungeöffneter IC: Unten ist ein Teil der 168 Pins zu sehen, die im Betrieb im Prozessorsockel auf der Hauptplatine eines PCs stecken. Aktuelle Prozessor-Chips umfassen bei ähnlichen Abmessungen mittlerweile etwa 4000 Mal so viele Transistoren.

Ein Mikroprozessor (von  μικρός mikrós, deutsch ‚klein, eng‘) ist ein als integrierter Schaltkreis (IC) ausgeführter Prozessor, der aufgrund der starken Verkleinerung und Integration seiner Bestandteile auf einem dünnen Halbleiterplättchen (Die) in viel kleinerem Maßstab als frühere Röhrentechnik-Prozessoren gefertigt werden kann. Ein Röhrenprozessor benötigte meist einen ganzen Raum mit mehreren Schaltschränken, wohingegen ein Mikroprozessor auf nur einer Platine oder einem einzigen Chip unterkommt.
Ein typischer Mikroprozessor ist ein getakteter, Register-basierter, digitaler integrierter Schaltkreis in CMOS-Technik, der Binärdaten entsprechend der in seinem Arbeitsspeicher enthaltenen Anweisungen verarbeitet und in binärer Form wieder ausgibt.
Der erste Mikroprozessor wurde Anfang der 1970er Jahre von dem Unternehmen Texas Instruments auf der Basis der IC-Technik entwickelt. Typische Beispiele von Mikroprozessoren sind die Hauptprozessoren (englisch central processing unit, CPU) moderner Computer, welche mitunter mit dem Begriff Mikroprozessor gleichgesetzt werden. Neben dieser wichtigen Gruppe gibt es zahlreiche andere Prozessoren in IC-Technik, z. B. Netzwerk-, Grafik- und Soundprozessoren. Im Zuge fortschreitender Miniaturisierung war es möglich, neben dem Mikroprozessor auch zusätzliche Peripherie auf dem Chip zu implementieren. Damit war der Mikrocontroller bzw. das System-on-a-Chip (SoC) geboren.

## Geschichte
| Bilder | Her- steller       | Modell                     | Transistor- anzahl | Jahr |
| ------ | ------------------ | -------------------------- | ------------------ | ---- |
|        | TI                 | TMS1000                    | 8.000              | 1971 |
|        | Intel              | 4004                       | 2.300              | 1971 |
|        | Intel              | 8008                       | 3.500              | 1972 |
|        | Intel              | 8080                       | 4.500              | 1974 |
|        | MOS                | 6502                       | 5.000              | 1975 |
|        | TI                 | TMS9900                    | 8.000              | 1976 |
|        | Zilog              | Z80                        | 8.500              | 1976 |
|        | Intel              | 8086                       | 29.000             | 1978 |
|        | Intel              | 8088                       | 29.000             | 1979 |
|        | Motorola           | 68000                      | 68.000             | 1979 |
|        | Intel              | 80286                      | 134.000            | 1982 |
|        | Intel              | 80386                      | 275.000            | 1985 |
|        | Intel              | 80486                      | 1.200.000          | 1989 |
|        | Intel              | Pentium                    | 3.100.000          | 1993 |
|        | Motorola           | 68060                      | 2.500.000          | 1994 |
|        | Intel              | Pentium Pro                | 5.500.000          | 1995 |
|        | AMD                | K5                         | 4.300.000          | 1996 |
|        | Intel              | Pentium II                 | 7.500.000          | 1997 |
|        | AMD                | K6                         | 8.800.000          | 1997 |
|        | Intel              | Pentium III                | 9.500.000          | 1999 |
|        | AMD                | K6-III                     | 21.300.000         | 1999 |
|        | AMD                | K7                         | 22.000.000         | 1999 |
|        | Intel              | Pentium 4                  | 42.000.000         | 2000 |
|        | Intel              | Itanium                    | 25.000.000         | 2001 |
|        | AMD                | Barton                     | 54.300.000         | 2003 |
|        | Intel              | Pentium M                  | 77.000.000         | 2003 |
|        | AMD                | K8                         | 105.900.000        | 2003 |
|        | Intel, HP          | Itanium 2                  | 220.000.000        | 2003 |
|        | Intel              | Itanium 2 (mit 9 MB Cache) | 592.000.000        | 2004 |
|        | Sony/ IBM/ Toshiba | Cell                       | 241.000.000        | 2006 |
|        | Intel              | Core 2 Duo                 | 291.000.000        | 2006 |
|        | Intel              | Core 2 Quad                | 582.000.000        | 2006 |
|        | Intel              | Dual-Core Itanium 2        | 1.700.000.000      | 2006 |
|        | IBM                | Power6                     | 789.000.000        | 2007 |
|        | Intel              | Core i7                    | 731.000.000        | 2008 |
|        | AMD                | K10                        | 758.000.000        | 2009 |
|        | Intel              | Core i7 2600K              | 995.000.000        | 2010 |
|        | AMD                | Bulldozer                  | 1.200.000.000      | 2011 |
|        | Intel              | Core i7 3930K              | 2.270.000.000      | 2011 |
|        | Intel              | Core i7 4770K              | 1.400.000.000      | 2013 |
|        | AMD                | Kaveri                     | 2.410.000.000      | 2014 |
|        | Intel              | E5-2699 v3                 | 5.570.000.000      | 2014 |
|        | Intel              | E7-8890 v4                 | 7.200.000.000      | 2016 |
|        | AMD                | Ryzen Thread- ripper 1950X | 9.600.000.000      | 2017 |
|        | Apple              | M2 Ultra                   | 134.000.000.000    | 2023 |
|        | Apple              | M3 Ultra                   | 184.000.000.000    | 2025 |

Die ZUSE Z3 gilt als der erste funktionsfähige speicherprogrammierbare Digitalrechner weltweit und wurde im Jahr 1941 von Konrad Zuse in Zusammenarbeit mit Helmut Schreyer in Berlin gebaut. Die Z3 bestand aus 600 Relais für das Rechenwerk und 1400 Relais für das Speicherwerk. Dieser Rechner markiert den Beginn der in der Literatur oft als Generation 0 bezeichneten Epoche, der auf elektromagnetischer Relaistechnik basierenden Rechenautomaten. Im Jahr 1946 wurde der ENIAC (Electronical Numerical Integrator and Computer) unter der Leitung von John Eckert und John Mauchly entwickelt und an der Moore School of Electrical Engineering der Universität von Pennsylvania gebaut. Der ENIAC verfügte über 20 elektronische Register, 3 Funktionstafeln als Festspeicher und bestand aus 18.000 Röhren sowie 1.500 Relais. Der ENIAC gilt als der erste vollelektronische digitale Universalrechner. Bei diesen Rechenautomaten konnte noch keine Rede von einzelnen Prozessoren im späteren Sinne sein.
Der technologische Sprung von der Röhren- zur Transistortechnik hatte einen geringeren Platzbedarf, eine geringere Temperaturentwicklung, eine höhere Verarbeitungsgeschwindigkeit, eine niedrigere Ausfallquote sowie einen geringeren Stromverbrauch von nur einigen 100 Watt zur Folge. Die Taktfrequenz stieg auf etwa 1 MHz. Durch die fortschreitende Verkleinerung der Transistoren war es bald möglich, immer mehr Transistoren auf integrierten Schaltungen (ICs) unterzubringen. Waren es zunächst nur einzelne Gatter, integrierte man immer häufiger auch ganze Register und Funktionseinheiten wie Addierer und Zähler, schließlich sogar Registerbänke und Rechenwerke auf einem Chip. Diese zunehmende Integration von immer mehr Transistor- und Gatterfunktionen auf einem Chip führte bald zum Mikroprozessor.
Patentiert wurde der Mikroprozessor von Mitarbeitern des US-amerikanischen Unternehmens Texas Instruments (TI), die im Jahr 1971 den TMS1000 genannten Schaltkreis vorstellten. Diese Entwicklung gilt als Meilenstein für den Eintritt in die 4. Generation der Computertechnik. Der TMS1000 enthielt neben einem Hauptprozessor ein 1 KiB großes ROM, ein 64×4-Bit-RAM und weitere Funktionen wie Zähler und Timer sowie Schnittstellen für Eingabe und Ausgabe. Damit gehört der TMS1000 zur Familie der Mikrocontroller.
Im selben Jahr wie TI präsentierte das ebenfalls in den USA ansässige Unternehmen Intel mit dem 4004 den „Mikroprozessor“ (englisch microprocessor unit, MPU), der als erster Hauptprozessor (CPU) auf einem Chip angesehen wird, da TI den TMS1000 erst ab dem Jahr 1974 als eigenständiges Produkt vermarktete. Mit nur 4 Bit breiten Registern und einer Taktfrequenz von bis zu 740 kHz war der 4004 nicht sehr leistungsfähig. Seine im Vergleich mit den klassischen CPUs äußerst kompakte Bauform verhalf dem Mikroprozessor schließlich trotzdem zum Durchbruch. Ursprünglich war der 4004 eine Auftragsentwicklung für den japanischen Tischrechnerhersteller Busicom. Intels Mitarbeiter Ted Hoff formulierte 1969 die architektonische Idee, das Herz dieses Tischrechners in Form eines programmierbaren Bausteins zu realisieren. Im Jahr 1970 entwickelte Federico Faggin eine Schaltkreisintegration auf Grundlage von Transistoren mit einer Gate-Elektrode aus Silizium für die Umsetzung des 4004 und führte das Projekt zu seinem erfolgreichen Debüt auf dem Markt im Jahr 1971. Dass daraus die erste universell einsetzbare Einchip-CPU der Welt resultierte, war eigentlich nicht beabsichtigt. Da Busicom damals in finanziellen Schwierigkeiten steckte, bot man Intel den Rückkauf des 4004-Designs an, woraufhin Intel mit der Vermarktung des 4004 begann. Der 4004 wurde zum ersten kommerziellen Mikroprozessor der Welt.
Eine weitere bemerkenswerte Entwicklung wurde im Jahr 1998 nach der Freigabe militärischer Unterlagen bekannt. Demnach hat Garrett AiResearch (u. a. mit den Mitarbeitern Steve Geller und Ray Holt) bereits zwischen 1968 und 1970 einen Chipsatz (aus mehreren ICs bestehendes System, incl. CPU) für militärische Zwecke entwickelt. Der als MP944 bezeichnete Chipsatz war Bestandteil des Central Air Data Computer (CADC), des Flugkontrollsystems der neuen F-14 Tomcat (US Navy).
Zunächst waren die Schaltungen recht einfach. Die Mikroelektronik brachte neben der Miniaturisierung und der Kostenersparnis weitere Vorteile wie Geschwindigkeit, geringen Stromverbrauch, Zuverlässigkeit und später auch höhere Komplexität mit sich. Das führte dazu, dass vergleichsweise billige Mikroprozessoren mit der Zeit die teuren Prozessoren der Minicomputer und teilweise sogar die Großrechner verdrängten. Gegen Ende des 20. Jahrhunderts hielt der Mikroprozessor Einzug in viele elektronische Geräte, vor allem als CPU von Personal-Computern (PCs). Auch als die Strukturgröße der Mikroprozessorchips auf einige Nanometer weiter verkleinert wurde (14 nm, Stand Januar 2015, Intel Broadwell-Architektur), blieb der Begriff Mikroprozessor bestehen.
Die Wortbreite war wegen der anfangs geringen Integrationsdichte zunächst auf 4 Bit beschränkt. Mit der Zeit wurde die Wortbreite kontinuierlich gesteigert, meistens in Verdopplungsschritten. Da die Ressourcen zu Anfang teuer waren, suchte man nach Wegen, sie optimal an die jeweiligen Erfordernisse anzupassen. Eine Episode auf dem Weg dazu waren Bit-Slice-Systeme, bei denen man mehrere Bit-Slice-Prozessoren geringer Bitbreite zu einem System der gewünschten, größeren Bitbreite zusammenschalten konnte.
Zur Realisierung eines kompletten Computers muss der Mikroprozessor um Speicher und Ein-/Ausgabe-Funktionen erweitert werden. Diese stehen in Form weiterer Chips zur Verfügung. Nur wenige Jahre nach der Einführung von Mikroprozessoren etablierte sich auch der Begriff des Mikrocontrollers, der diese Funktionen auf einem Chip vereint.
Je nach Wortbreite, Befehlstypus (CISC / RISC) und Hersteller unterteilen sich die Prozessoren in verschiedene Prozessorarchitekturen.

### Beachtenswerte 8-Bit-Prozessoren
Der 4004 wurde im Jahr 1972 durch den 8008 abgelöst, den ersten 8-Bit-Mikroprozessor der Welt. Dieser Prozessor war der Vorläufer des äußerst erfolgreichen Intel 8080 (1974) und weiterer 8-Bit-Prozessoren von Intel. Der konkurrierende Motorola 6800 war ab August 1974 erhältlich, im selben Jahr wie der 8080. Die Architektur des 6800 wurde 1975 für den MOS Technology 6502 kopiert und verbessert, der in den 1980er Jahren in der Popularität mit dem Z80 wetteiferte.
Das Entwicklerteam des 8080 gründete das Unternehmen Zilog und brachte im Jahr 1976 den Z80 heraus, eine stark verbesserte und Code-kompatible Weiterentwicklung. Dieser erlangte die größte Popularität aller 8-Bit-Prozessoren. Sowohl der Z80 als auch der 6502 wurden im Hinblick auf niedrige Gesamtkosten entwickelt. Das Gehäuse war deutlich kleiner als bei vergleichbaren Mikroprozessoren, die Ansprüche an den Bus gering und es wurden Schaltungen eingebunden, die bisher in einem separaten Chip zur Verfügung gestellt werden mussten (der Z80 verfügte z. B. über einen eigenen Refresh-Generator für dynamische RAM-Speicher DRAM). Diese Eigenschaften waren es, die dem Heimcomputermarkt zu Beginn der 1980er Jahre zum Durchbruch verhalfen und in Maschinen resultierten, die für 99 US-Dollar erhältlich waren.
Der SC/MP wurde von der National Semiconductor Corporation aus Santa Clara Mitte der 1970er Jahre vertrieben. Verschiedene Einplatinencomputer wurden als Selbstbau- und Lehrcomputer auf Basis des SC/MP bis etwa 1980 realisiert.
Western Design Center (WDC) stellte im Jahr 1982 den CMOS 65C02 vor und lizenzierte das Design an verschiedene Unternehmen. Dieser Prozessor wurde das Herz des Apple IIc und IIe und wurde in Herzschrittmachern und Defibrillatoren, Autos sowie in industriellen Geräten und auf dem Verbrauchermarkt eingesetzt. WDC bereitete so den Weg vor für das Lizenzieren von Mikroprozessor-Technologie; dieses Geschäftsmodell wurde später von ARM und anderen Herstellern in den 1990er Jahren übernommen.
Motorola übertrumpfte 1978 die gesamte 8-Bit-Welt mit der Vorstellung des Motorola 6809, eine der leistungsstärksten und saubersten 8-Bit-Architekturen und auch eine der komplexesten Mikroprozessor-Logiken, die je produziert wurden. Mikroprogrammierung ersetzte zu dieser Zeit die bisher festverdrahteten Logiken – gerade weil die Anforderungen der Designs für eine feste Verdrahtung zu komplex wurden.
Ein weiterer 8-Bit-Mikroprozessor war der Signetics 2650, der aufgrund seiner innovativen und leistungsfähigen Befehlssatz-Architektur kurzzeitig im Zentrum des allgemeinen Interesses stand.
Ein für die Raumfahrt wegweisender Mikroprozessor war der RCA1802 (alias CDP1802, RCA COSMAC; vorgestellt 1976), der in den Voyager-, Viking- und Galileo-Raumsonden eingesetzt wurde. Der CDP1802 wurde verwendet, weil er mit sehr wenig Energie betrieben werden konnte und seine Bauart (Silicon-on-Sapphire) einen wesentlich höheren Schutz gegenüber kosmischer Strahlung und elektrostatischen Entladungen bot als jeder andere Prozessor zu dieser Zeit. Der CP1802 wurde als erster strahlungsgehärteter (radiation-hardened) Prozessor bezeichnet.

### 16-Bit-Prozessoren
Der erste Mehrfach-Chip-16-Bit-Mikroprozessor war der IMP-16 von National Semiconductor, vorgestellt 1973. Eine 8-Bit-Version folgte ein Jahr später als IMP-8. 1975 stellte National Semiconductor den ersten Ein-Chip-16-Bit-Mikroprozessor PACE vor, dem später eine NMOS-Version folgte (INS8900).
Andere Mehrfach-Chip-16-Bit-Mikroprozessoren waren der TMS 9900 von TI, der auch mit der hauseigenen TI-990-Minicomputermodellreihe kompatibel war. Der Chip besaß ein großes 64-Pin-DIP-Gehäuse, während die meisten 8-Bit-Prozessoren in das weiter verbreitete, kleinere und billigere 40-Pin-DIP-Gehäuse aus Kunststoff eingesetzt wurden. Ein Nachfolger wurde aus dem 9900 entwickelt, der TMS 9980, der ebenfalls ein billigeres Gehäuse besaß. Er sollte ein Konkurrent zum Intel 8080 werden. Der TMS 9980 konnte 8 Datenbits zur gleichen Zeit kopieren, aber nur 16 KiB adressieren. Ein dritter Chip, der TMS 9995, wurde neu entwickelt. Diese Prozessorfamilie wurde später mit dem 99105 und 99110 erweitert.
WDC machte seinen 65C02 16-Bit-tauglich und stellte diesen Prozessor 1984 als CMOS 65816 vor. Der 65816 stellte den Kern des Apple IIgs und später des Super Nintendo dar, was ihn zu einem der beliebtesten 16-Bit-Designs machte.
Intel verfolgte die Strategie, keine Minicomputer zu emulieren, und „vergrößerte“ stattdessen sein 8080-Design auf 16 Bit. Daraus entstand der Intel 8086, das erste Mitglied der x86-Familie, die heute in den meisten PCs zu finden ist. Der 8086 und sein „kleiner Bruder“, der 8088 boten die Möglichkeit, Software von der 8080-Linie zu portieren, womit Intel gute Geschäfte machte. Nachfolger des 8086 wurde der 80186, der 80286 und 1985 der 32-Bit-Prozessor 80386, die alle rückwärtskompatibel waren und so die Marktvorherrschaft von Intel entscheidend stärkten.

### 32-Bit-Prozessoren
Der erste 32-Bit-Mikroprozessor in einem eigenen Gehäuse war der BELLMAC-32A von AT&T Bell Labs, von dem erste Stücke 1980 erhältlich waren, und der 1982 in Masse produziert wurde. Nach der Zerschlagung von AT&T 1984 wurde er in WE 32000 umbenannt (WE für Western Electric) und hatte zwei Nachfolger: Den WE 32100 und WE 32200. Diese Mikroprozessoren wurden in den folgenden Minicomputern von AT&T eingesetzt: 3B2, 3B5, 3B15, „Companion“ und „Alexander“.
Einer der bemerkenswertesten 32-Bit-Mikroprozessoren ist der MC68000 von Motorola, der 1979 vorgestellt wurde. Er wurde häufig auch als 68K bezeichnet und verfügte über 32-Bit-Register, verwendete aber 16 Bit breite interne Busleitungen und einen ebenso breiten externen Datenbus, um die Anzahl benötigter Pins zu verringern. Motorola bezeichnete diesen Prozessor im Allgemeinen als 16-Bit-Prozessor, obwohl er intern über eine 32-Bit-Architektur verfügte. Die Kombination aus einem schnellen und großen Speicheradressraum (16 Megabyte) und geringen Kosten machten ihn zum beliebtesten Prozessor seiner Klasse. Der Apple Lisa und die Macintosh-Reihe verwendeten den 68K; Mitte der 1980er Jahre wurde dieser Prozessor auch im Atari ST und Commodore Amiga eingesetzt.
Intels erster 32-Bit-Mikroprozessor war der 1981 vorgestellte iAPX 432. Obwohl er über eine fortgeschrittene, objektorientierte Architektur verfügte, war ihm kein kommerzieller Erfolg beschieden – nicht zuletzt weil er in der Leistung gegenüber konkurrierenden Architekturen schlechter abschnitt.
Motorolas Erfolg mit dem 68K führte zur Vorstellung des MC68010, der die Technik der virtuellen Speicheradressierung unterstützte. Der MC68020 schließlich verfügte über 32 Bit breite interne und externe Busse. Dieser Prozessor wurde im Unix-Supermicrocomputer äußerst beliebt, und viele kleinere Unternehmen stellten Desktop-Systeme mit diesem Prozessor her. Der MC68030 integrierte die MMU in den Chip. Die meisten Computer, die nicht auf DOS liefen, setzten nun einen Chip der 68K-Familie ein. Dieser anhaltende Erfolg führte zum MC68040, der auch die FPU in den Chip integrierte und so die Geschwindigkeit arithmetischer Operationen erhöhte. Ein geplanter MC68050 erreichte nicht die erwünschten Verbesserungen und wurde nicht produziert, der MC68060 wurde auf ein Marktsegment geworfen, das bereits mit viel schnelleren RISC-Designs gesättigt war.
Der 68020 und seine Nachfolger wurden häufig in eingebetteten Systemen eingesetzt.
Während dieser Zeit (Anfang bis Mitte 1980) stellte National Semiconductor ähnlich wie Motorola einen 32-Bit-Prozessor mit einem 16-Bit-Pinout her, den NS 16032 (später umbenannt zu NS 32016). Die Version mit einem ebenfalls 32 Bit breiten Bus war der NS 32032. Sequent stellte basierend auf diesem Mikroprozessor Mitte der 1980er Jahre den ersten SMP-Computer vor.
Andere Systeme setzten den Zilog Z80000 ein, der aber zu spät im Markt ankam und bald wieder verschwand.

### 64-Bit-Prozessoren auf dem Desktop
Während 64-Bit-Prozessoren in verschiedenen Märkten schon seit den frühen 1990er Jahren im Einsatz waren, wurden sie erst nach 2000 auch auf dem PC-Markt eingesetzt. Im Juli 2003 stellte Apple auf der Entwicklerkonferenz (WWDC) den Power Mac G5 vor, Apples ersten 64-Bit-Desktop-Computer. Vorher hatte es bereits von Sun und anderen Herstellern 64-Bit-Rechner gegeben, die allerdings üblicherweise als Workstations und nicht als Desktop-Rechner bezeichnet werden, auch wenn kein technisches Merkmal diese Unterscheidung rechtfertigt.
Etwa gleichzeitig mit AMDs Einführung der ersten 64-Bit-Architektur x64 (bzw. „AMD64“ oder auch x86-64, zu IA-32 rückwärtskompatibel) im September 2000 begann die Ära der 64-Bit-Architekturen auch bei x86-Rechnern. AMD wurde bald gefolgt von Intel, die schon zuvor IA-64-CPUs herstellten (Itanium und Itanium 2), die aufgrund der fehlenden Abwärtskompatibilität am Consumer-Markt aber scheiterten. Nun wendete sich Intel der AMD64-Architektur zu und produziert seit dem Pentium-4-Kern Prescott 2M (Release: Februar 2005) eigene zu AMD64 kompatible Intel-64-Prozessoren. Beide x86-Prozessoren können die bisherige 32-Bit-Software wie auch die neue 64-Bit-Software ausführen. Mit 64-Bit-Windows-XP und -Linux bewegte sich die Software nun auf die neue Architektur hin und nutzte das volle Potenzial dieser Prozessoren. Wurden mit Windows Vista noch viele 32-Bit-Betriebssystem-Versionen vorinstalliert ausgeliefert, so gingen die meisten OEM-Hersteller mit der Veröffentlichung von Windows 7 zur 64-Bit-Version über, gerade auch da um 2010 die magische 4-GB-RAM-Grenze der 32-Bit-Systeme bei handelsüblichen Computern erreicht war.
Bei den PowerPC-Architekturen wurde der Wechsel auf 64-Bit schon in den frühen 1990er Jahren vorgenommen (tatsächlich ist die PowerPC-Architektur von vornherein als 64-Bit-Architektur konzipiert, mit einer 32-Bit-Teilmenge für 32-Bit-Prozessoren). So wurden zwar die Registergrößen und internen Busse beim Wechsel auf 64-Bit vergrößert, aber die arithmetischen und vektoriellen Recheneinheiten arbeiteten bereits vor dem Wechsel seit mehreren Jahren mit 64 oder mehr Bits (das ist auch bei IA-32 der Fall). Bei IA-32 (32-Bit-x86, i386 bzw. x86-32) ist der Wechsel zu 64-Bit (x64 bzw. x86-64: AMD64 oder Intel 64) mehr als nur die Erhöhung der Registerbreite, da auch die Anzahl der Register erhöht wurde, was die x86-Architektur insgesamt modernisierte. Als messbares Ergebnis zeigt sich dieser Umstand beispielsweise daran, dass Programme bei der Nutzung von nur 32 Bit breiten Adressen unter 64-Bit-x86 (x64 – z. B. unter Linux zur Unterscheidung mit „x32“ bezeichnet) fast immer schneller ablaufen als noch im nativen Betriebsmodus der 32-Bit-x86-Architektur (IA-32, i386, x86-32) mit nur halb so vielen Registern, oder umgekehrt, dass 32-Bit-Programme auf Architekturen wie beispielsweise PowerPC oder MIPS, die nicht von einer erhöhten Registerzahl im 64-Bit- gegenüber dem 32-Bit-Betrieb profitieren, oft zumindest gleichauf und manchmal sogar schneller sind als dieselben Programme als 64-Bit-Version.

### RISC-Prozessoren

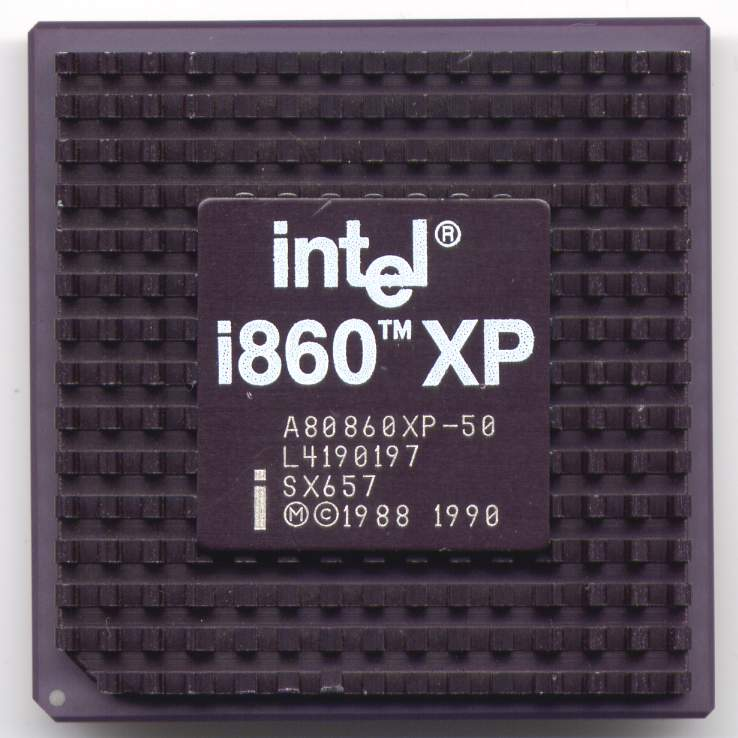
Intel-i860-RISC-Mikroprozessor

Mitte der 1980er bis in die frühen 1990er Jahre erschienen viele RISC-Mikroprozessoren (englisch Reduced Instruction Set Computing), die anfänglich in spezialisierten Computern und UNIX-Workstations eingesetzt wurden, seither aber universell in den verschiedensten Aufgabengebieten genutzt werden; Intel-Standard-Desktop-Computer sind heute RISC-CISC-Mischformen.
Die erste kommerzielle Architektur stammte von MIPS Technologies, der R2000 (der R1000 wurde nicht verkauft). Der R3000 machte die Architektur erst richtig praktisch, der R4000 schließlich stellte die erste 64-Bit-Architektur der Welt dar. Konkurrierende Projekte brachten die IBM-Power- und Sun-SPARC-Systeme hervor. Bald hatte jeder größere Hersteller ein RISC-Design im Angebot, z. B. den AT&T CRISP, AMD Am29000, Intel i860 und Intel i960, Motorola 88000, DEC Alpha und den HP PA-RISC.
Der Wettbewerb ließ bald die meisten dieser Architekturen verschwinden, wobei IBMs POWER und der davon abgeleitete PowerPC (als die Desktop-RISC-Architektur) und Sun SPARC (nur in Suns eigenen Systemen) blieben. MIPS bietet weiterhin SGI-Systeme an, die Architektur wird aber meist als eingebettetes Design verwendet, z. B. in den Routern von Cisco.
Andere Anbieter konzentrieren sich auf Nischenmärkte, allen voran ARM Limited, welche 1989 aus Acorn ausgegliedert wurde. Acorn war ein Hersteller von RISC-Computern, der mit den auf der Arm-Architektur basierenden Modellserien Acorn Archimedes und Acorn Risc PC als einer der ersten auch auf den Heimcomputermarkt abzielte. ARM konzentriert sich jetzt aber auf Prozessoren (siehe auch ARM-Architektur) für eingebettete Systeme.

### Geschichte weiterer Prozessortypen

Dieser Die-Shot zeigt die Komplexität einer NVIDIA TU106-200A-KA-A1-GPU (hier in einer GeForce RTX 2060)

Um neben dem allgemeinen Hauptprozessor spezifischere Bereiche zu berechnen, wurden neben der CPU weitere Prozessoreinheiten wie die historischen mathematischen Koprozessoren, aber auch Grafikprozessoren und DPUs (Data processing units) konzipiert.
Übliche PC-Grafikprozessoren bzw. -Schaltkreise für die Bildschirmausgabe waren in den 1970ern und 1980ern sehr schlicht gestaltet, da eine dreidimensionale Repräsentation von Grafikinhalten quasi erst ab den 1990ern eine Rolle spielte. Darüber hinaus waren damals auch monochrome Displays üblich, die nicht mal die Berechnung von Farben verlangen mussten. Ab der zweiten Hälfte der 1980er kam der VGA-Standard vermehrt zum Einsatz, der mit entsprechenden Grafikkarten und ihren GPUs und (späteren) Zusatzkomponenten wie eigenen Video-RAM einherging. Bis zur Jahrtausendwende erhöhte sich die gängige Bittiefe und damit die Anzahl möglicher darstellbarer Farben deutlich und auch 3D-Inhalte wie etwa in Spielen wurden populär. Um hierfür nötige Berechnungen optimiert durchführen zu können, bekamen GPUs Untereinheiten. So enthielt bereits eine der ersten GPUs von NVIDIA namens NV10 die „Texture Mapping Units“, die sich um Texturberechnungen kümmern. Schnittstellen wie DirectX und OpenCL werden ebenfalls ein De-Facto-Standard für grafische Schnittstellen. Wie auch die CPU selbst wurde die GPU als solche stets komplexer – nicht nur alleine wegen der höheren Transistorenzahl, sondern auch wegen der Ergänzung von spezialisierteren Rechenschaltkreisen. So können heutige GPUs über 1000 „Kerne“ (meist Shader-Units genannt) aufweisen. Dazu gibt es üblicherweise ROPs (Render Output Units), SMs (Streaming Multiprocessors), VRAM, Cache und Tensor-Kerne (vermehrt ab Mitte der 2010er), die KI-relevante Berechnungen übernehmen, oder RT-Kerne (vermehrt ab 2018), die das eigentlich sehr rechenintensive Berechnen von (Licht-)Strahlen schneller abarbeiten können. GPUs, die in Grafikkarten verbaut sind und die bereits genannten Komponenten enthalten oder ansteuern, nennt man „dGPUs“ oder dedizierte GPUs und in die CPU integrierte Grafikprozessoren „iGPUs“ (integrierte GPUs). Letztere müssen meist auf den konventionellen RAM zugreifen und haben deutlich weniger Rechenkerne und -einheiten.
Ab den 2010ern und vor allem in den 2020ern wird den Quantenprozessoren mit seinen Qubits (QPUs) und den neuronalen Prozessoren (NPUs) vor allem durch den KI-Boom mehr Öffentlichkeit zuteil. Hierbei ist zu beachten, dass QPUs aufgrund ihrer Quantenbasis eine grundlegende andere Funktionsweise als Prozessoren von Binärrechnern haben, und NPUs meist in die CPU oder den SoC integriert sind. Trotz der Entwicklung der Integration von Nebenprozessoren in den Hauptprozessor sind bspw. GPUs und mit ihnen die Grafikkarten als Peripheriegerät weiterhin weit verbreitet. Aufgrund mangelnder Einsatzmöglichkeiten spielt die QPU auf dem (End-)kundenmarkt keine Rolle.

## Design und Fertigung
Ein Mikroprozessor ist ein Prozessor, bei dem alle Bausteine des Prozessors auf einem Mikrochip vereinigt sind. Die Mikroprozessoren werden aufgrund ihrer unterschiedlichen Anwendungsbereiche an den jeweiligen Einsatzbereich angepasst. Beispielsweise müssen Spezialversionen für Luft- und Raumfahrt besonders hohen Temperaturen und Strahlungsexposition im laufenden Betrieb fehlerfrei standhalten, während Mobilprozessoren eine hohe IPC-Rate, geringe Leckströme und einen niedrigen Energieverbrauch aufweisen müssen. Diesen Bedürfnissen wird auf verschiedene Arten und Weisen Rechnung getragen: So wird bereits mit der Auswahl des Befehlssatzes (CISC oder RISC) eine fundamentale Entwurfsentscheidung getroffen, deren Implikationen in den jeweiligen Spezialartikeln näher erläutert werden. Anschließend wird ein möglichst effizienter Mikrocode entwickelt, der optimal an Randbedingungen wie Cachegrößen, Speicherbandbreite und -latenzen sowie die internen Funktionseinheiten angepasst wird.
Der in einer Hardwarebeschreibungssprache vorliegende logische Entwurf des Mikroprozessors wird sodann an einen Hochleistungscomputer übergeben, der die Leiterbahnen „routet“, d. h., eine optimale Anordnung mit möglichst wenig Transistoren sowie minimaler Verlustleistung zu ermitteln sucht (sogenannte Technology Binding oder Technology Mapping). Da diese Routingprobleme NP-vollständig sind, werden meist nur Näherungslösungen gefunden, die sich im Detail noch erheblich verbessern lassen. Aus diesen Bahnberechnungen werden Masken erstellt, die mittels Fotolithografie zur Belichtung von Wafern eingesetzt werden, die anschließend geätzt werden. Die Fertigung eines heutigen Mikroprozessors umfasst weit über 100 Einzelschritte, in deren Verlauf bereits ein einziger Fehler den gesamten Prozessor unbrauchbar machen kann.
In der Endkontrolle werden die Prozessoren schließlich hinsichtlich ihrer Taktfestigkeit klassifiziert, wobei anhand eines für jeden Prozessortyp individuell entwickelten Testprogramms physikalische Eigenschaften wie Signalpegel bei verschiedenen Takten überprüft werden. Hierbei wird besonders auf laufzeitkritische Signalwege auf dem CPU-Die geachtet, um Speed Paths (Fehler durch Signalverzögerungen) zu verhindern.
Allgemein lässt sich feststellen, dass der Validierungsaufwand moderner Prozessoren gewaltige Ausmaße angenommen hat, und trotz aller Anstrengungen nicht alle Fehlersituationen vor der Auslieferung überprüft werden können. Der letzte in allen Funktionen (und Fehlern!) vollständig verifizierte x86-Prozessor war der 80286. Daher liefern alle Hersteller sogenannte Errata-Listen, in denen entdeckte Fehler verzeichnet werden. So musste beispielsweise Intel den berühmt-berüchtigten FDIV-Bug in frühen Pentium-CPUs eingestehen, der auf mehrere fehlende Einträge in einer internen Lookup-Tabelle der FPU zurückzuführen ist.
Im Laufe der Zeit vergrößerte sich aufgrund der immer besser werdenden Technik die Anzahl der vom Prozessor unterstützten Befehle. Heutzutage stellen 64-Bit-Prozessoren mit großem Abstand den größten CPU-Anteil; 32-Bit-CPUs sind aufgrund der mittlerweile ungenügenden Adressierung von maximal 4 GiB RAM obsolet. Entwickler haben das Programmieren von 32-Bit-Varianten ihrer Programme in vielen Fällen eingestellt, und aktuelle Betriebssysteme wie Windows 11 gibt es ausschließlich mit 64-Bit-Architektur. Die in den 1980er Jahren entwickelten 386er waren die ersten 32-Bit-Prozessoren der Intel 80x86-Familie. Bereits am 25. April 2005 hat Microsoft mit Windows XP x64 ein Betriebssystem für 64-Bit-Systeme auf den Markt gebracht.
Im Jahre 2006 wurde von der Firma ARM der erste kommerzielle ungetaktete, asynchrone Prozessor vorgestellt, der ARM996HS. Da er ohne Taktung auskommt, weist ein asynchroner Prozessor eine im Hochfrequenzbereich geringere und wesentlich weniger prägnante Abstrahlung auf und verbraucht während Prozesspausen keinen nennenswerten Strom.

## Variationen
Im Zuge immer höherer Integrationsdichten der Halbleiterprozesse haben die Entwickler von CPUs weitere Funktionen in die Hardware integriert. Zu den Einheiten, die früher als separate Chips angeschlossen werden mussten und im Laufe der Zeit in die CPU selbst integriert werden konnten, zählen:
- die Memory Management Unit zur Speicherverwaltung;
- der numerische Coprozessor für schnellere Rechenoperationen mit Gleitkommazahlen;
- Vektorarithmetikeinheiten, insbesondere für schnelle Grafikbearbeitung – bei Intel unter den Namen MMX, SSE und Nachfolger, beim PowerPC als AltiVec bezeichnet;
- Cache-Speicher, zuerst nur der Level 1, heute zusätzlich Level 2 und auch schon Level 3;
- manchmal der Chipsatz (oder Teile davon) zur Ansteuerung des Arbeitsspeichers;
- manchmal ein Grafikchip zur Anzeigesteuerung;
- 100 Prozessorkerne und mehr auf einem Chip (Mehrkernprozessor, Terascale-Prozessor).[20]
- mehrere Dies auf einem Chip (bspw. CCDs und I/O-Die auf einem Mikroprozessor)
- NPUs (Neural Processing Units) für Berechnung in Bezug auf künstliche Intelligenz

Mikrocontroller hingegen haben häufig nur wenige Register und einen eingeschränkten Befehlssatz, bei dem Addition und Subtraktion oft schon die komplexesten Operationen sind. Für einfache Anwendungen, wie die Steuerung einer einfachen Maschine, reicht diese Funktionalität jedoch aus, zumal sich höhere Funktionen durch wenige Basisoperationen implementieren lassen, beispielsweise Multiplikation durch Verschieben und Addieren (siehe Russische Bauernmultiplikation). Dafür integrieren Mikrocontroller vielfältige für Steuerungs- und Kommunikationszwecke erforderliche Peripheriefunktionen, Programm-, Daten- und Arbeitsspeicher mit auf dem Chip.

## Stromverbrauch
Im Zusammenhang mit den steigenden Stromkosten wird der Energieverbrauch von Mikroprozessoren zu einem immer wichtigeren Leistungsmerkmal. Dies gilt vor allem für Großrechnern, Rechenzentren und Serverfarmen sowie bei mobilen Geräten wie Smartphones oder Tabletcomputern. Auch außerhalb von Rechenzentren bieten stromsparende Prozessoren Vorteile. Da die Kühler weniger zu tun haben, werden die Rechner auch leiser. Mitunter können die Computer sogar passiv gekühlt werden. Und im Sommer stellt die von einem PC produzierte Wärme in einem Raum ohne Klimaanlage eine Beeinträchtigung für die dort anwesenden Personen dar.
Früher wurden neue Fertigungstechniken (v. a. Strukturverkleinerungen) vor allem zur Steigerung der Frequenz verwendet; mittlerweile werden sie teilweise eingesetzt, um den bisher stetig steigenden Stromverbrauch wieder zu reduzieren:
- Statt immer höherer Taktraten für einen einzigen Rechenkern werden nun bei niedrigerer Frequenz mehrere Rechenkerne in einem Prozessor untergebracht.
- Optimierte Fertigung reduziert Leckströme.

Aktuelle Mehrkernprozessoren können in ihrem Leistungsbedarf je nach Modell zwischen 45 und 140 Watt liegen (TDP), bei High-End- und Workstationmodellen teils auch 350 Watt und mehr und befinden sich damit auf dem Niveau stromhungriger Grafikkarten. Es werden auch zunehmend Energiesparfähigkeiten eingebaut, um nicht benötigte Komponenten zeitweise langsamer takten zu können oder ganz abzuschalten. Bzgl. des Gesamt-Stromverbrauchs wird i. A. das Race-to-Idle-Prinzip angewandt. Moderne Prozessoren kennen mitunter sogar einen „Turbo-Modus“, um vorhandene Kühlungsreserven voll auszuschöpfen.
Ursächlich für höhere Stromverbräuche sind oft rechenaufwendige Workloads. Hierbei müssen die Prozessorkerne mehr Befehle, Rechenoperationen und Prozesse in einer festen Zeitspanne verarbeiten. Dies wird teils durch höhere Taktraten realisiert, um hiermit wieder die Zahl der Instruktionen pro Sekunde zu erhöhen. Bei CPUs mit freizügigen Übertaktungsmöglichkeiten (d. h. einem freien Multiplikator) kann der Stromverbrauch ab einer bestimmten Taktrate fast exponentiell steigen, wenn man die Taktrate weiter erhöhen will, wodurch jedoch die Effizienz (bspw. in GFLOPS pro Watt) massiv abnimmt. Wie viel Strom eine CPU aufnehmen kann, hängt meist von der Die-Fläche ab. Wird zu viel Energie auf einen begrenzten Raum gebracht, so kann eine Überhitzung erfolgen und die CPU kann nicht mehr zuverlässig rechnen. Prozessoren mit deutlich mehr Kernen können meist mehr Strom aufnehmen als CPUs mit 1 oder 2 Kernen.
Reduziert kann die Wattzahl durch Undervolting der CPU, durch Reduktion der CPU-Last und durch den Einsatz effizienterer Mikroprozessoren. Beim Undervolting wird die Spannung für die CPU reduziert und der Erhitzungsprozess verzögert. Ob und wie das realisierbar ist, kann sich von CPU zu CPU unterscheiden und erfolgt üblicherweise im BIOS. Da CPUs ab einer gewissen Taktrate besonders ineffizient werden, kann man bspw. die Rechenlast so begrenzen, dass nicht oberhalb einer gewissen Taktrate operiert wird. Über die CPU-Generationen hinweg werden meist nicht nur höhere Rechenleistungen, sondern auch effizientere Prozessoren durch optimierte Mikroarchitekturen erzielt.
Der Stromverbrauch von Prozessoren ist mit weiteren Folgekosten belastet: Der verbrauchte Strom wird in Wärme umgewandelt, diese muss durch den Lüfter aus dem Rechner abtransportiert werden. Höherer Verbrauch erfordert stärkere Lüfter, die ebenfalls mehr Strom verbrauchen. Ist der Aufstellungsort des Rechners selbst ein klimatisierter Raum, wird auch die Klimaanlage dadurch zusätzlich belastet. Dabei kann man abhängig von der Leistungszahl des Kühlgerätes mit ca. 25–40 % Zusatzverbrauch rechnen, d. h. ein 300-W-PC belastet die Klimaanlage mit 75–120 W höherem Leistungsbedarf. Auch das Netzteil des Rechners muss eventuell größer ausfallen. Ist der Rechner an eine USV angeschlossen, so hat diese abhängig von ihrem Wirkungsgrad ebenfalls einen höheren Eigenverbrauch. Bei vielen Rechnern an einem Ort können auch zusätzliche Investitionskosten für größere Klimaanlagen und größere USV-Anlagen anfallen. Server laufen meist 24 Stunden am Tag, sieben Tage die Woche, also insgesamt 8760 Stunden im Jahr. Um die Energiebilanz von EDV-Systemen zu verbessern, werden unterschiedliche Lösungswege verfolgt. Es wird angestrebt, die Effektivität der Kühlung zu erhöhen (Beispiel: Air Guide), als auch die abgegebene Wärme zu nutzen (Beispiel: Aquasar).

## Kühlung
Moderne CPUs werden – je nach Auslastung – während des Betriebs sehr heiß. Je nach Modell und Hersteller werden pro Quadratzentimeter Verlustleistungen von bis zu 125 Watt erreicht (aktuelle Quadcores). Zum Vergleich: Die 18-cm-Kochplatte eines üblichen Elektroherds erreicht gerade einmal 7–10 W/cm².
CPUs dürfen aber, wie alle Halbleiter, bestimmte Betriebstemperaturen nicht überschreiten, da das zunächst zu Fehlfunktionen („Abstürze“), in extremen Fällen zur Zerstörung des Chips führt (wird bei neueren Prozessoren durch Überhitzungsschutz verhindert). Übliche Grenztemperaturen für den Betrieb liegen zwischen 60 und 90 °C. Temperaturen über etwa 125 bis 135 °C führen zu irreversiblen Schäden. Prozessoren müssen also zwingend gekühlt werden, wobei ein gewisser Sicherheitsabstand zu den vom Hersteller angegebenen Höchstwerten erstrebenswert ist.
Der gängigste Weg, die Kühlung der CPU sicherzustellen, ist die Montage eines Kühlkörpers mit Lüfter. Der verrippte Kühlkörper aus Aluminium oder Kupfer (teilweise kombiniert) vergrößert die Fläche, die zur Wärmeabgabe beiträgt, um ein Vielfaches, der Lüfter soll für einen zügigen Abtransport der Verlustwärme sorgen. Die Bemessung der Kühlung erfolgt häufig nicht nach der theoretisch maximal möglichen Verlustleistung, sondern aus Kostengründen nach der Thermal Design Power (TDP), die deutlich niedriger liegt.
Zwischen Prozessor und Kühlkörper wird Wärmeleitpaste oder ein Wärmeleitpad eingesetzt. Durch Unebenheiten und Rauheit verbleiben zwischen Chip und Kühlkörper Lufteinschlüsse, die den Wärmetransport behindern, die Pasten oder Pads verdrängen diese Luft und verbessern den Wärmeübergang erheblich.
Als Lüfter für den CPU-Kühler werden fast ausschließlich Axiallüfter mit Durchmessern zwischen 40 und 140 mm eingesetzt. Insbesondere kleine Exemplare erreichen Drehzahlen von bis zu 6500/min und können dabei eine erhebliche Geräuschkulisse erzeugen. Die Lüfter werden heute an die Hauptplatine angeschlossen, so dass die Drehzahl überwacht und bei vielen modernen Hauptplatinen auch elektronisch geregelt werden kann.

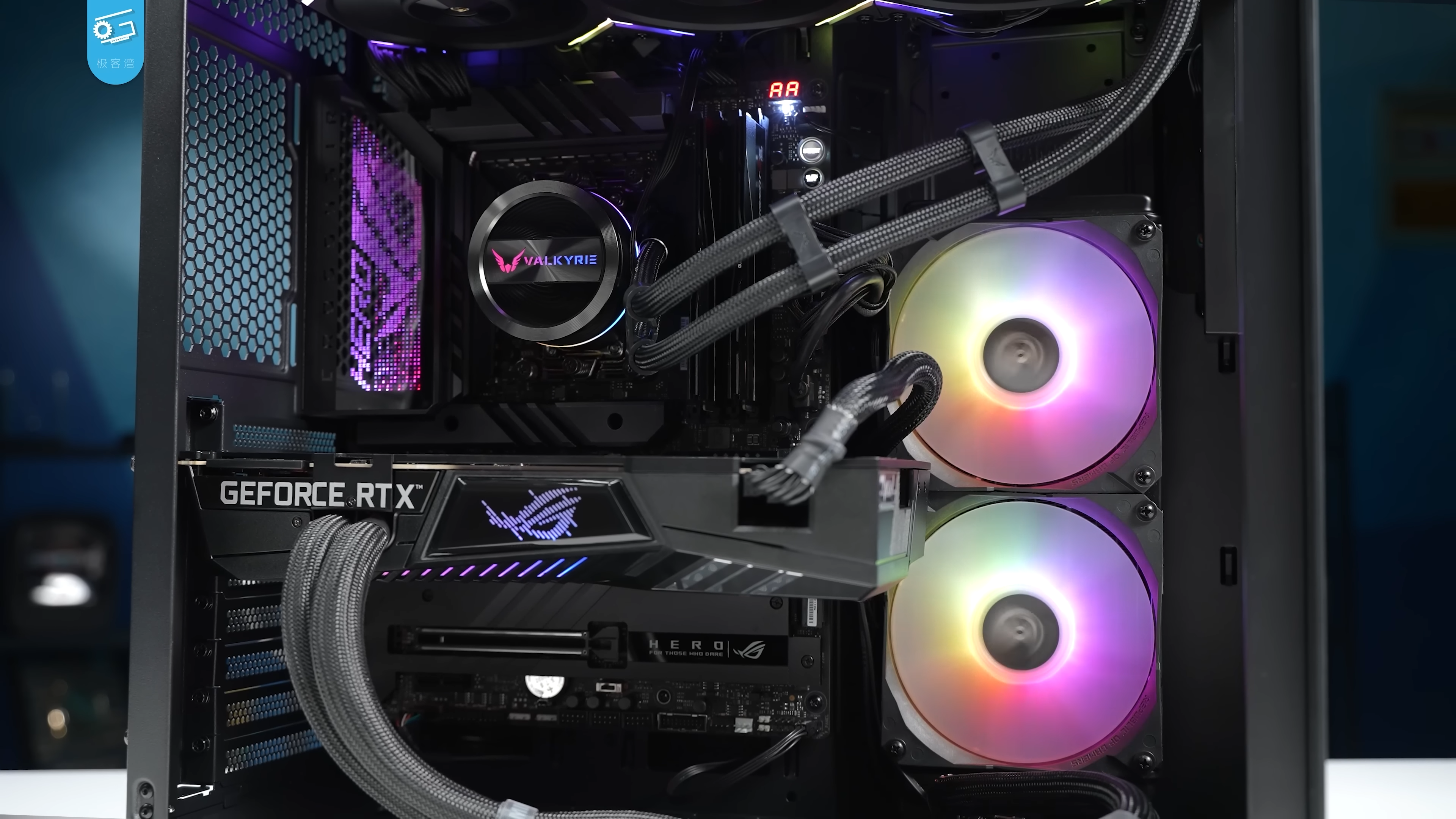
CPU und Grafikkarte werden mit einer Wasserkühlung versorgt

Als Alternativen zur Luftkühlung gibt es noch die Wasserkühlung für leistungsstarke oder relativ leise Rechner, bei der Wasser inner- oder außerhalb des Rechners in einem Radiator (teilweise auch ohne Lüfter) gekühlt wird und dann mit Hilfe einer Pumpe durch das Gehäuse und an zu kühlenden Objekte wie CPU, manchmal auch zusätzlich an RAM, Chipsatz, Grafikprozessor etc. geleitet wird. Insgesamt ist eine Wasserkühlung aufwändiger, teurer und zumeist wartungsintensiver als eine Luftkühlung. Als erster Computerhersteller verbaute Apple in ihren Power Mac G5 Topmodellen eine standardisierte Wasserkühlung. Zuvor wurden Wasserkühlungen meist nur von Bastlern mit übertakteten Prozessoren in Eigeneinbau verwendet. Grundsätzlich wird hierbei zwischen sogenannten AIOs (All-in-one-Wasserkühlung), die meist eine nicht weiter personalisierte Version meint, und der Custom-Wasserkühlung, wo die Wasserkühlung etwa durch Hard Tubing auf den jeweiligen PC abgestimmt wird, unterschieden.
Im Industriebereich und beim extreme overclocking werden auch Flüssigstickstoffkühlung eingesetzt, die allerdings extrem aufwändig ist. Um flüssig zu sein, muss der Stickstoff auf −196 °C gekühlt werden, was große Kühlaggregate erfordert. Wegen der sehr niedrigen Temperatur im Rechner müssen Hauptplatine und andere Objekte wieder von der Rückseite erwärmt werden, damit sie ordnungsgemäß funktionieren. Diese Technik ist sehr schwierig realisierbar, die Betriebs- und Instandhaltungskosten sind meist höher, als mehrere einzelne Prozessoren parallel zu betreiben.
Allgemein gilt es als nicht sinnvoll, eine CPU auf weniger als +10 °C herunterzukühlen, da sonst die Kosten zu hoch werden. Auch haben alle elektronischen Bauteile eine Mindestbetriebstemperatur und an zu stark gekühlten Bauteilen kann sich Kondenswasser niederschlagen, was unbedingt vermieden werden muss.
Flüssigstickstoffkühlung ist jedoch als kurzfristige Lösung zur Aufstellung von neuen Taktfrequenz- und Benchmarkrekorden sinnvoll. Dafür sind auch keine Kühlaggregate notwendig, der Stickstoff wird einfach aus der Flasche nachgefüllt und verdampft. In diesem Fall entfällt auch die Erwärmung der Rückseite, weil die Komponenten während der kurzen für einen Rekordversuch nötigen Zeit meistens auch ohne derartige Maßnahmen funktionsfähig bleiben.

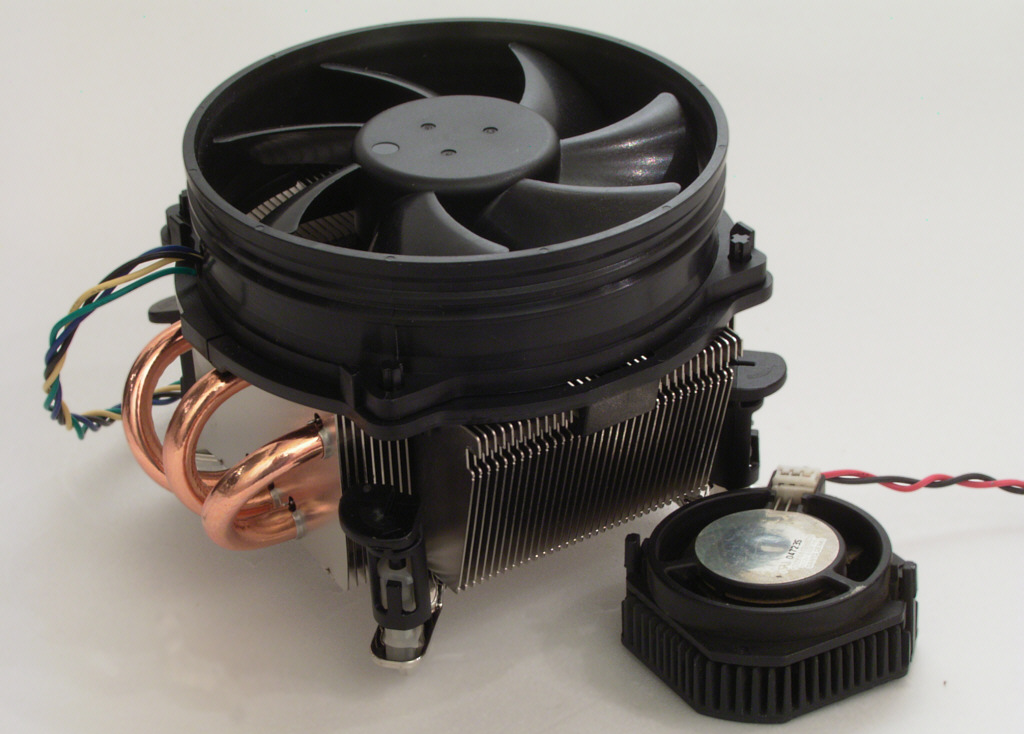
Prozessorkühler für Sockel 775 (Intel Pentium D) mit Heatpipe im Vergleich zu einem Kühler für den Sockel 7 (Intel Pentium 1 MMX)

Einzelne Hersteller verwenden auch Kompressionskältemaschinen. Diese funktionieren ähnlich wie ein Kühlschrank: Ein Kühlmittel wird stark unter Druck gesetzt und die dabei entstehende Wärme abgeführt, beim Ausgleich auf Normaldruck kühlt es weiter ab und kühlt so auch seine Umgebung, sprich Prozessor oder andere Geräte. Diese Lösung wird vor allem bei übertakteten Workstations verwendet, hat aber den Nachteil, auch die Geräuschkulisse eines Kühlschranks zu erzeugen.
Eine weitere Möglichkeit zur Zwangskühlung der CPU bietet das Peltier-Element. Auch hier ist die Gefahr der Bildung von Kondenswasser gegeben. Zudem erzeugt ein Peltier-Element wegen des geringen Wirkungsgrades mindestens noch einmal die gleiche Verlustleistung wie der Prozessor selbst, die zusätzlich abgeführt werden muss. Die „warme“ Seite muss also auch hier per Wasserkühlung oder Kühlkörper mit Lüfter gekühlt werden.
Auch durch den Einsatz einer Ölkühlung kann Wärme abgeführt werden, im PC-Bereich wird dies allerdings bisher nur im experimentellen Umfeld durchgeführt. Für eine Ölkühlung werden meistens keine speziellen Lüfter oder Kühleinrichten an der CPU installiert, sondern einfach das gesamte Motherboard mit installiertem Lüfter in eine Wanne voll Öl getaucht. Hierzu bietet sich nicht leitfähiges, reinstes Mineralöl an.

## Engineering Samples / Customer Samples
Die ersten von einem Hersteller produzierten CPUs werden, ähnlich einem Prototyp, als „Engineering Sample“ oder „Confidential CPU“ an ausgewählte Firmen oder Tester verteilt. Es handelt sich grundsätzlich um voll funktionsfähige Prozessoren, die dem späteren Endprodukt meist in nichts nachstehen. Solche CPUs sind üblicherweise im Handel nicht erhältlich. Erkennbar sind solche CPU-Versionen am Kürzel „ES“ oder dem Aufdruck „Confidential“.

Zudem wurden, zumindest in der Vergangenheit von Intel, Prozessoren und ganze Chip-Sätze in „University-Kits“ abgegeben. Die dort enthaltenen Chips hatten den Aufdruck „CS“ und waren in der Regel am Keramikgehäuse beschädigt, vielfach war der Aufdruck schlecht (verrutscht, verschmiert, dubliert).

Zu beachten ist, dass die Buchstabenkombination ES oder CS nicht immer Engineering oder Customer Sample bedeuten muss, oftmals ist es auch der Batch-Code oder eine Revisionsbezeichnung.

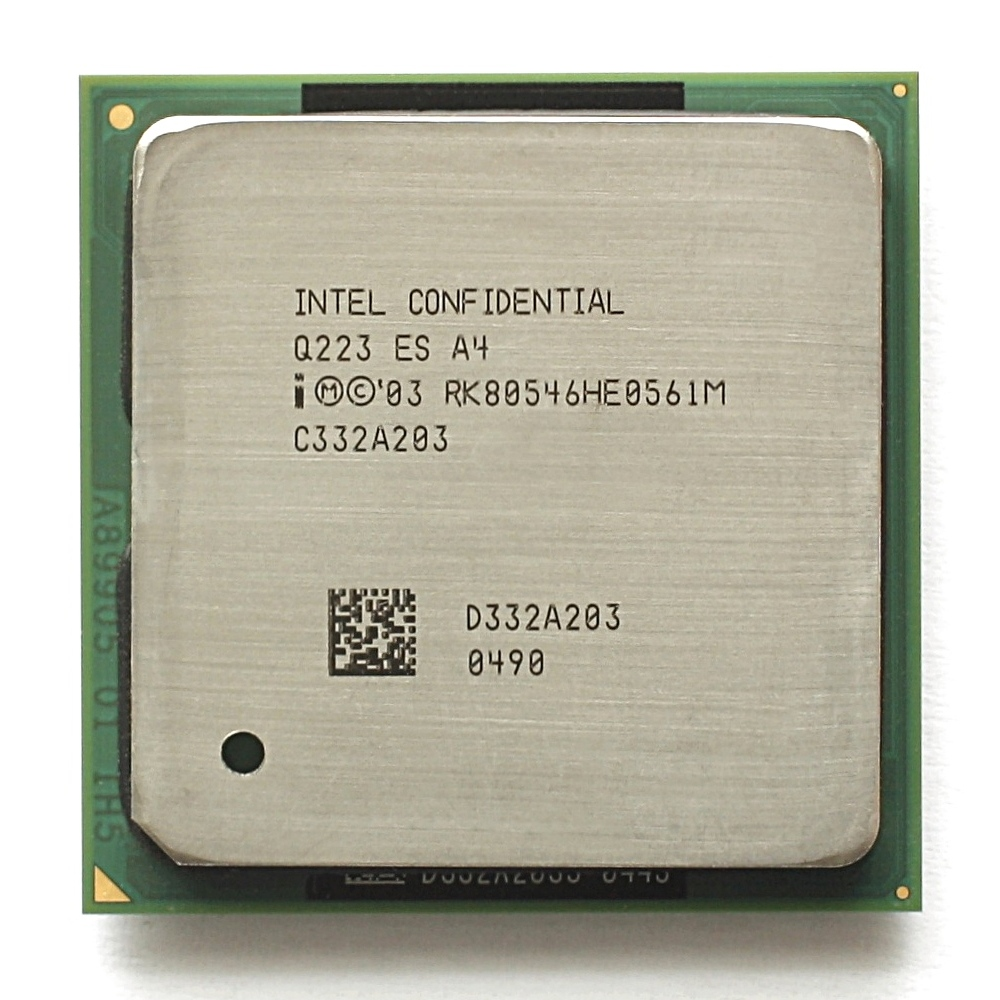
Intel Mobile Pentium 4 mit dem Aufdruck Confidential
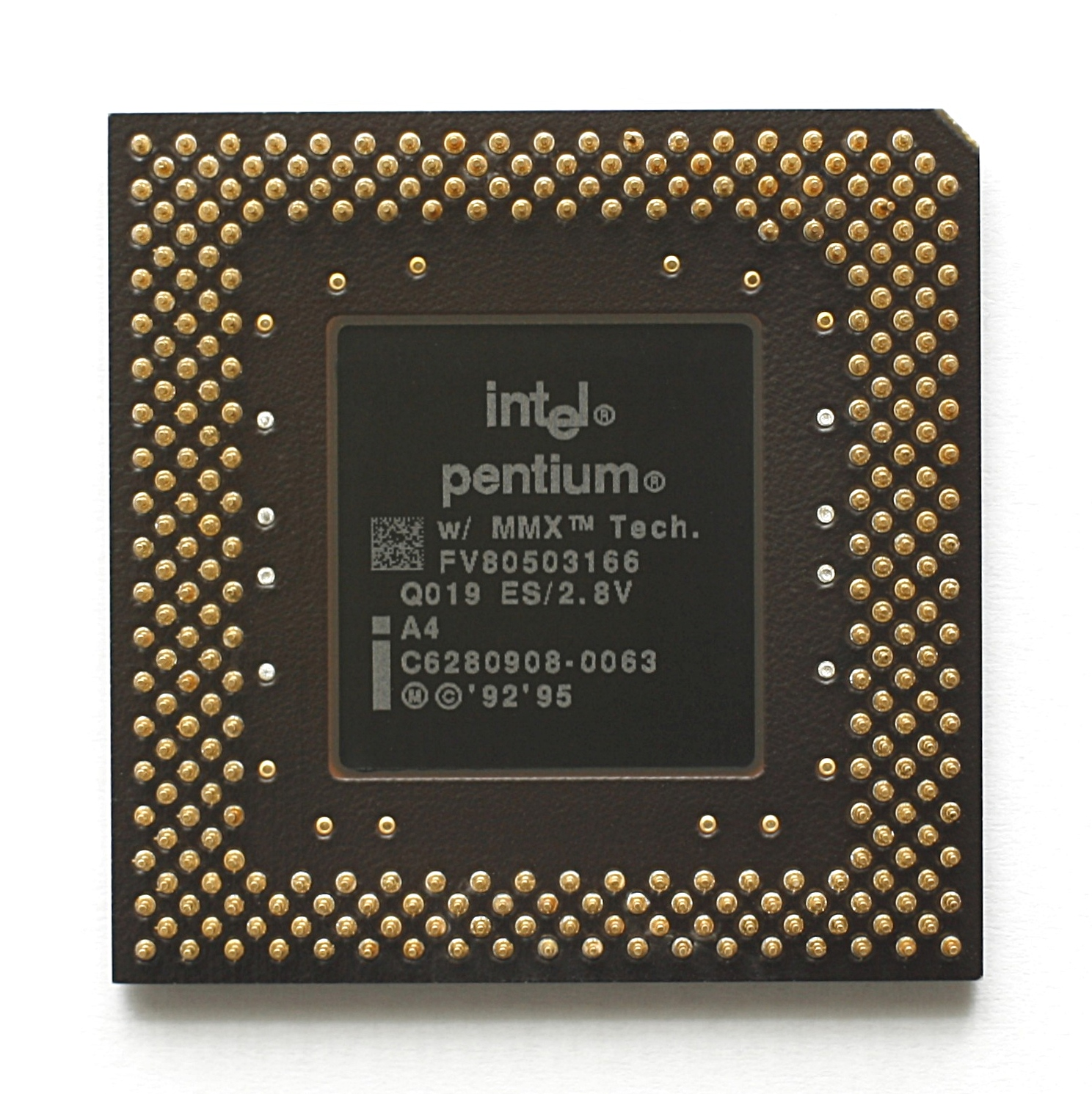
Intel Pentium MMX 166 MHz mit dem Aufdruck ES (sSpec: Q019)
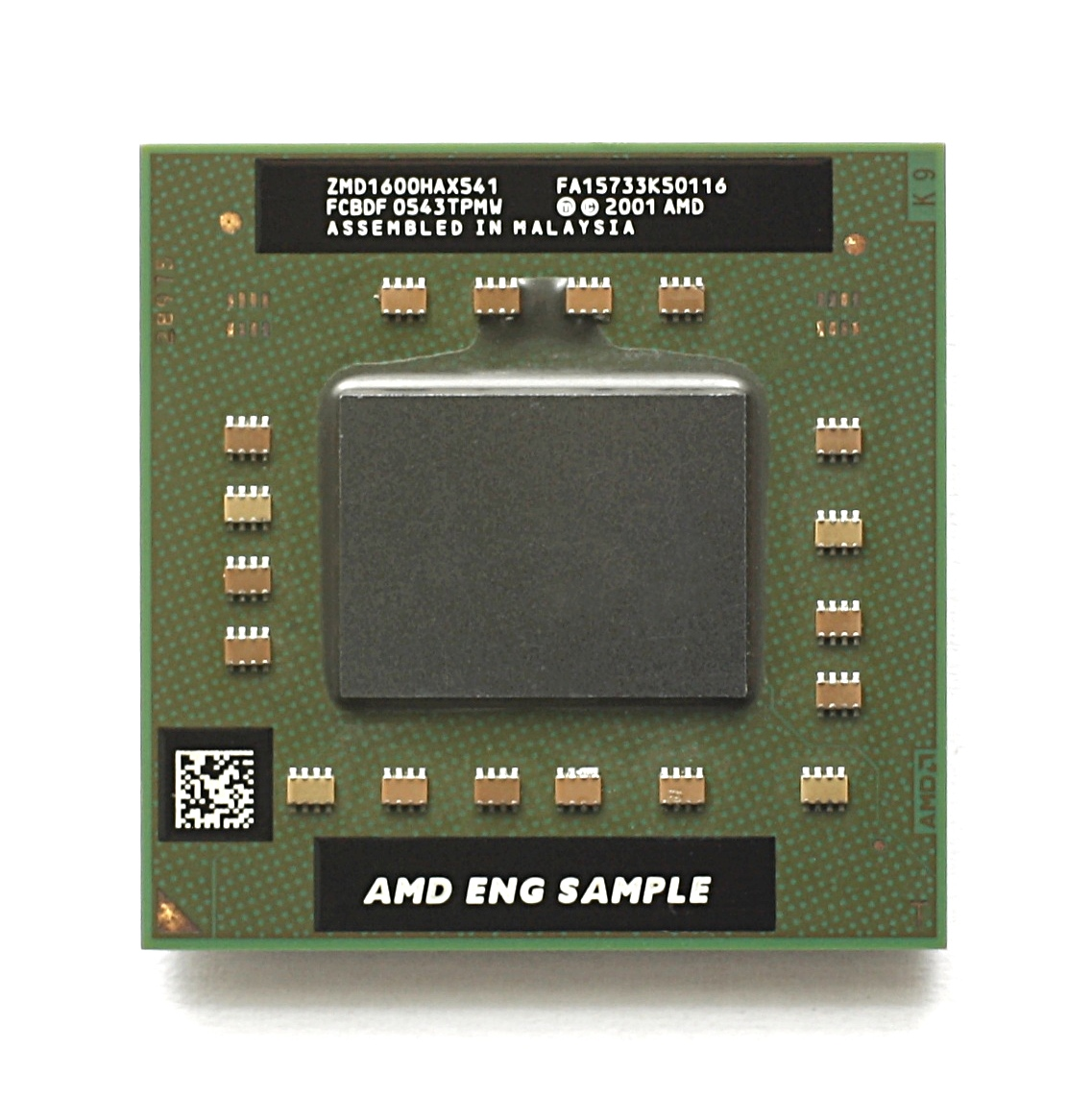
AMD Turion 64 X2 mit dem Aufdruck AMD ENG SAMPLE
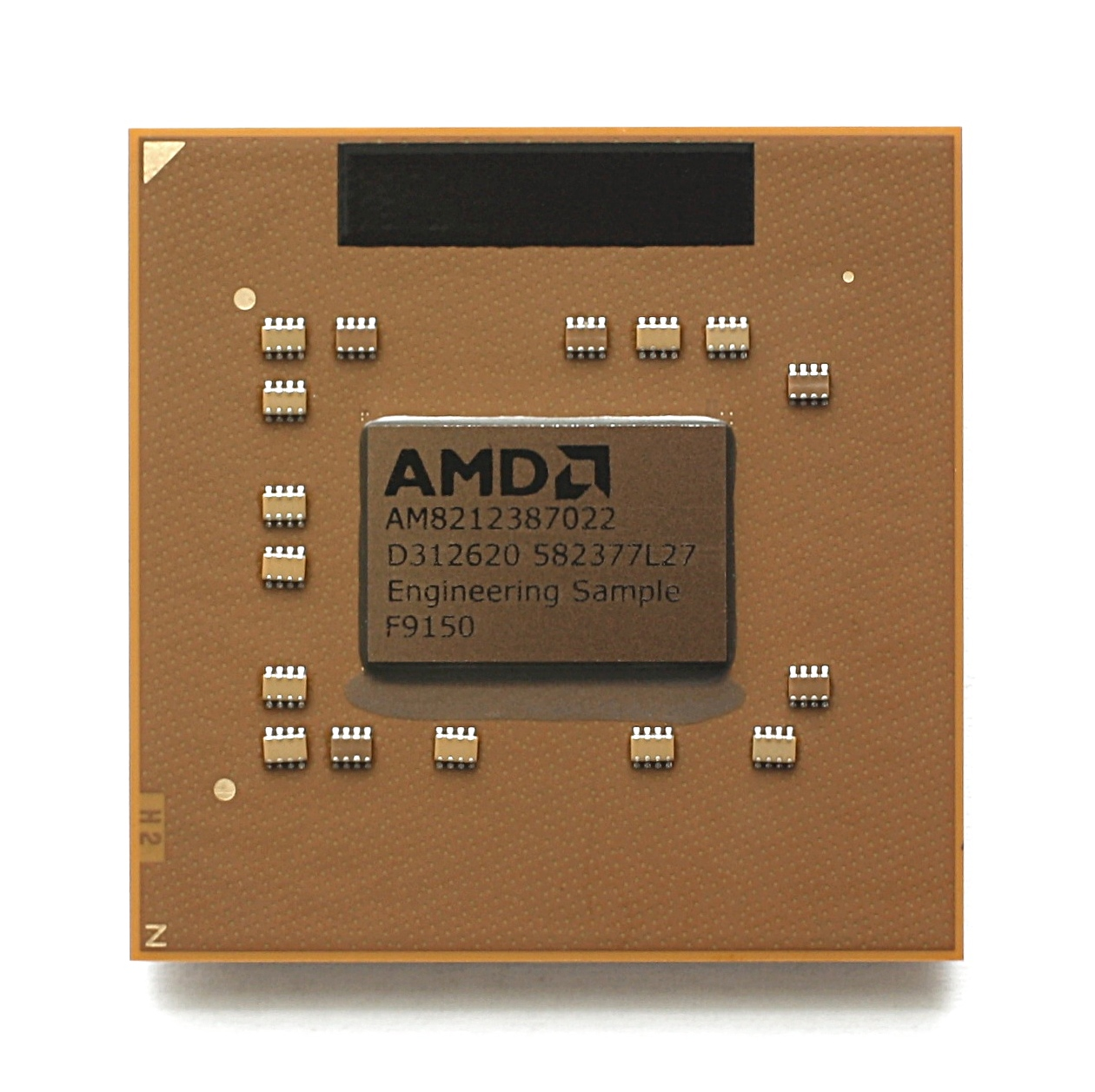
AMD Mobile Athlon XP mit dem Aufdruck Engineering Sample
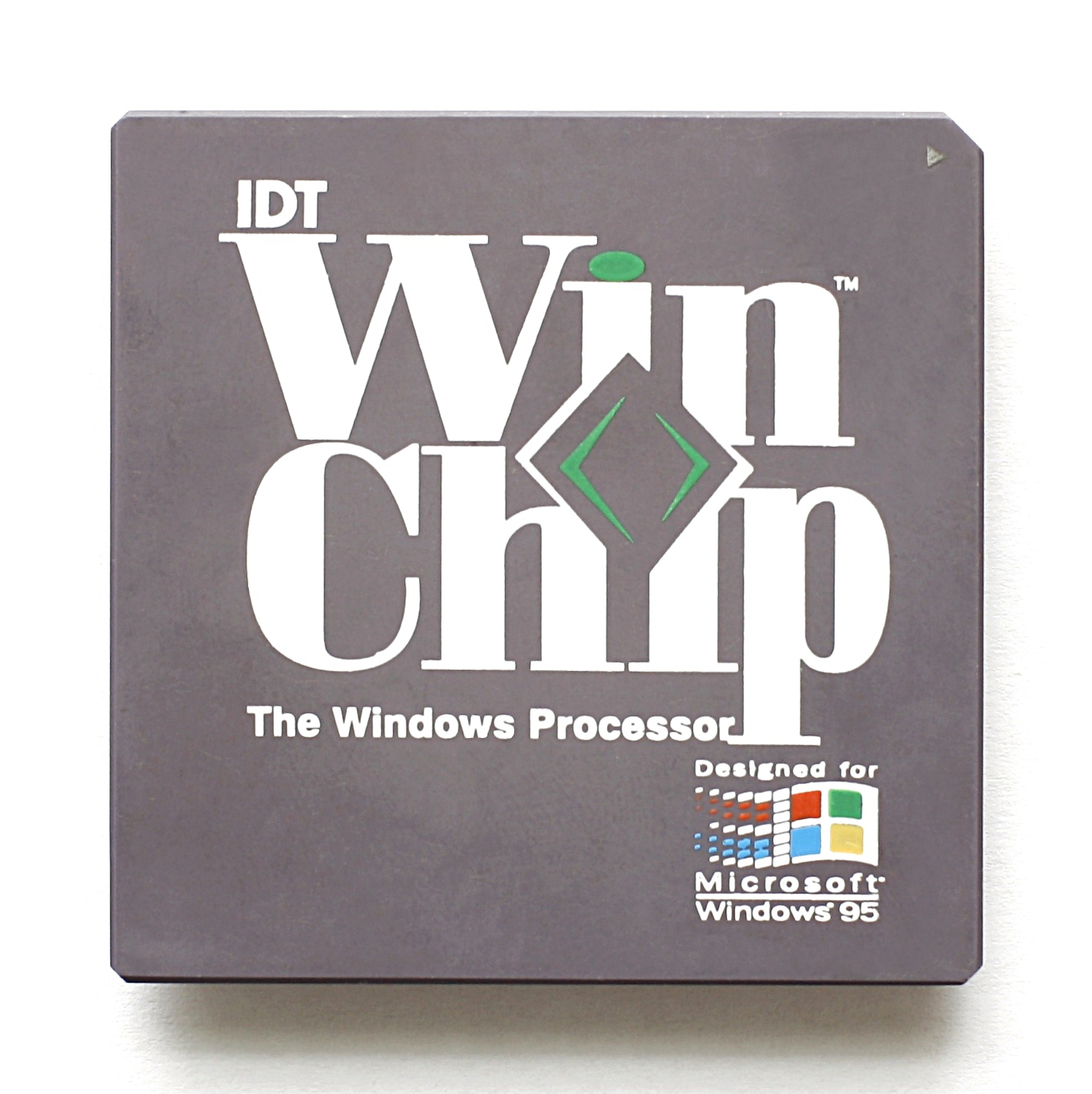
IDT WinChip (Marketing Sample)

## Mutanten

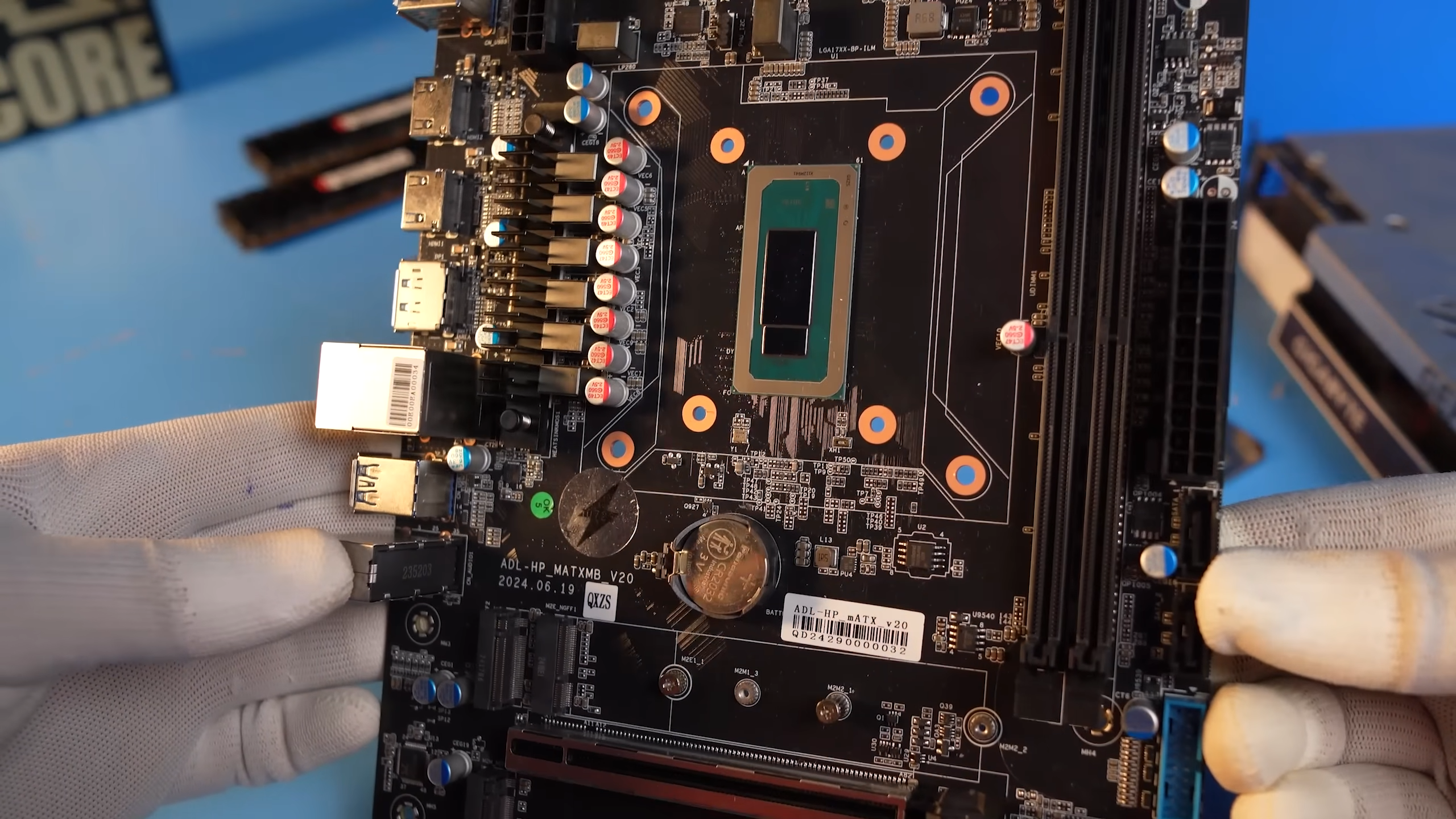
Der Laptopprozessor Intel Core i7-1280P auf einem mATX-Mainboard für Desktop-PCs

Neben verifizierten CPU-Modellen direkt vom Hersteller gibt es auch Prozessoren, die der Profi „Mutanten“ nennt. Hierbei wird ein Mikroprozessor für eine andere Plattform modifiziert. Da Mobilgeräte und Desktop-PCs verschiedene Sockeltypen und Spezifikationen verwenden, müssen bspw. Mobil-CPUs an Desktop-PCs angepasst werden. Um Inkompatibilitäten abzubauen, zu optimieren, und mögliche Restriktionen aufzuheben, kann auf ein geflashtes BIOS oder speziell angefertigte Mainboards zurückgegriffen werden, die dementsprechende Einstellungsmöglichkeiten bieten. Derartige Eingriffe können bei nicht fachgerechter Behandlung zu Computerfehlern oder im Extremfall zu Hardwareschäden führen, die nicht von Herstellergarantien gedeckt sind.

## Dokumentation
- Die Megamacht der Mikrochips. Regie: Nicolas Vescovacci, Produktion BABEL PRESS, ARTE F, Frankreich, 52 Minuten, 2023